# The Magic 7
Pour plus de détails, voir Fiche technique et Distribution.
The Magic 7 est un téléfilm d'animation américain de Roger Holzberg. Il devait initialement sortir lors de la célébration du Jour de la Terre le 22 avril 1997, mais a été reporté. Après une tentative de sortie en 2005, le film a été une nouvelle fois suspendu et de façon définitive.

## Synopsis
Deux enfants et un dragon défient les six plus grands ennemis de la terre.

## Tournage
La production a commencé en 1990 et a été retardée à plusieurs reprises depuis lors. Entre-temps, deux des acteurs qui ont enregistré des voix sont décédés : John Candy, la voix de Sam Smokestack est mort en 1994; Madeline Kahn, la voix de Wastra est décédée en 1999. D'autres acteurs, tels que Michael J. Fox, James Earl Jones, Jeremy Irons, et Ice-T, ont tous enregistré leur voix au début des années 1990. les voix de J.Candy et de M.Kahn ont depuis été retirées du film et ne font plus partie de la distribution. On ne sait pas si ces personnages ont été doublés par de nouveaux acteurs, ou entièrement retirés de la pellicule.
Pulse Entertainment and Distribution a acheté les droits de Grand Magic 7 en 1995 avec l'intention de mener à terme ce film d'animation. L'Auteur-compositeur Robert J. Sherman a été engagé pour écrire des chansons supplémentaires. Sherman a également fait en sorte d'intégrer les voix déjà enregistrées dans un script révisé. Toutefois, les fonds insuffisants ont posé problème et le projet a finalement été mis à l'écart jusqu'au début des années 2000. Le projet fut de nouveau relancé puis définitivement suspendu.

## Distribution
- Jason Aaron Baca : Zack (voix)
- Kevin Bacon : Lui-même
- Judy Collins : Elle-même
- Ted Danson : Sean's Dad (voix)
- Cory Danziger : Sean (voix)
- Michael J. Fox : Marcel Maggot (voix)
- Jennifer Love Hewitt : Erica (voix)
- Ice-T : Dr Scratch (voix)
- Jeremy Irons : Thraxx (voix)
- James Earl Jones : 5-Toe (voix)
- Bette Midler : Elle-même
- Demi Moore : U-Z-Onesa (voix)
- Olivia Newton-John : Elle-même
- Meryl Streep : Elle-même
- Dee Wallace : La mère de Sean (voix)
- Henry Winkler : Lui-même